# Оптическое стекло
Опти́ческое стекло́ — прозрачное стекло специального состава, используемое для изготовления различных деталей оптических приборов.
От обычного технического стекла отличается особенно высокой прозрачностью, чистотой, бесцветностью, однородностью, а также строго нормированными преломляющей способностью, дисперсией, в необходимых случаях — цветом. Выполнение всех этих требований значительно усложняет и удорожает производство оптического стекла.
В силу исключительно высоких требований, предъявляемых к качеству изображения в оптических системах, естественно возникла необходимость в изготовлении широкого ассортимента специальных сортов стекла, различных по своим свойствам.

## Химический состав
В состав шихты для варки оптического стекла обычно входит чистый кремнезём, сода, борная кислота, нередко — соли бария, оксид свинца, фториды и другие компоненты.

## Основные оптические свойства стекла
Основные свойства оптического стекла характеризуются показателем преломления, средней дисперсией и коэффициентом дисперсии. В отдельных случаях для характеристики оптических стёкол используются частные дисперсии и относительные частные дисперсии.

### Показатель преломления
С XIX века (со времён Шотта и Аббе) и до недавнего времени для характеристики оптических стёкол использовался показатель преломления {\displaystyle n_{D}}, определяемый для жёлтой спектральной D-линии натрия (λ = 589,3 нм).
Однако это не одиночная линия, а пара: так называемый «натриевый дублет», что не могло не сказаться на точности измерений. Поэтому сейчас в качестве главного показателя преломления ({\displaystyle n_{\lambda }}) принимают его значение либо для жёлтой d-линии гелия с λ = 587,56 нм, либо для жёлто-зелёной e-линии ртути с λ = 546,07 нм. Первый (обозначается {\displaystyle n_{d}}) используется такими производителями как Schott, Hoya, Ohara и др., второй (обозначается {\displaystyle n_{e}}), в частности, принят в документации российских производителей.
В настоящее время достигнут диапазон {\displaystyle n_{d}} промышленно производимых оптических стёкол составляют примерно от 1,43 до 2,17.
Допустимое отклонение показателя преломления зависит от категории оптического стекла и не превышает ±(3—20)⋅10−4.

### Средняя дисперсия
Средняя дисперсия — определяется как разность показателей преломления {\displaystyle n_{F}} для синей линии спектра λ = 488,1 нм и {\displaystyle n_{C}} для красной линии спектра с λ = 656,3 нм; Величина средней дисперсии представляется как {\displaystyle (n_{F}-n_{C})}⋅105 и лежит в диапазоне от 639 до 3178 с допустимым отклонением ±(3—20)⋅10−5.

### Коэффициент дисперсии
Коэффициент дисперсии (число Аббе, {\displaystyle \nu _{\lambda }}) — задаётся отношением разности показателя преломления {\displaystyle n_{\lambda }} без единицы к средней дисперсии.
Ранее определялось выражением, включающим показатель преломления {\displaystyle n_{D}} для жёлтой спектральной линии натрия:
{\displaystyle \nu _{D}={\frac {n_{D}-1}{n_{F}-n_{C}}},}
где {\displaystyle n_{\mathrm {C} },\,n_{\mathrm {D} },\,n_{\mathrm {F} }} — показатели преломления среды на длинах волн, соответствующих фраунгоферовым линиям C (656,3 нм), D (589,2 нм) и F (486,1 нм).
В настоящее время основными вариантами определения коэффициента дисперсии являются, либо:
{\displaystyle \nu _{d}={\frac {n_{d}-1}{n_{F}-n_{C}}},}
либо:
{\displaystyle \nu _{e}={\frac {n_{e}-1}{n_{F'}-n_{C'}}},}
где средняя дисперсия определяется как разность показателей преломления для голубой (F' ) и красной (C' ) линий кадмия.
В настоящее время значения {\displaystyle \nu _{d}} для промышленных оптических стёкол находятся в пределах от 17 до 95.

### Частные дисперсии и относительные частные дисперсии
Частные дисперсии — это разности {\displaystyle n_{\lambda _{4}}-n_{\lambda _{5}}} двух значений показателя преломления при некоторых произвольно выбранных длинах волн {\displaystyle \lambda _{4}} и {\displaystyle \lambda _{5}}, не совпадающих с длинами волн {\displaystyle \lambda _{2}} и {\displaystyle \lambda _{3}}, выбранными для расчёта средней дисперсии (и, как правило, с более узким спектральным интервалом).
Относительные частные дисперсии {\displaystyle P_{{\lambda _{4}}{\lambda _{5}}}} — это отношения частных дисперсий к средней дисперсии:
{\displaystyle P_{{\lambda _{4}}{\lambda _{5}}}={\frac {n_{\lambda _{4}}-n_{\lambda _{5}}}{n_{\lambda _{2}}-n_{\lambda _{3}}}}.}
Хотя для большинства оптических стёкол зависимость относительных частных дисперсий от коэффициента средней дисперсии (числа Аббе) близка к линейной, однако, зависимость показателя преломления оптического материала от длины волны света представляет собой сложную кривую. Форма этой кривой определяется параметрами конкретного материала и будет различной для разных типов оптических стёкол. Таким образом, частные дисперсии и относительные частные дисперсии служат для детализации зависимости изменений показателя преломления стекла от изменений длины волны.
Такая детализация необходима при расчёте высококачественных ахроматических и апохроматических оптических систем, поскольку учёт хода относительных дисперсий, на этапе выбора стёкол, позволяет в дальнейшем значительно уменьшить вторичный спектр. Так как, в общем случае, величина вторичного спектра объектива пропорциональна отношению разности частных дисперсий выбранной пары стёкол к разности показателей средних дисперсий этих стёкол:
{\displaystyle \Delta s=f'{\frac {P_{1}-P_{2}}{\nu _{1}-\nu _{2}}},}
где {\displaystyle P_{1}} и {\displaystyle P_{2}} — относительные частные дисперсии; {\displaystyle \nu _{1}};
{\displaystyle \nu _{2}} — коэффициенты средней дисперсии;
{\displaystyle f'} — фокусное расстояние объектива.
Практически наиболее важны частная дисперсия для синего участка спектра {\displaystyle n_{g}-n_{F}} или {\displaystyle n_{g}-n_{F'}} (где {\displaystyle n_{g}} — показатель преломления для фиолетовой g-линии ртути) и соответствующая ей относительная частная дисперсия {\displaystyle P_{gF}} (или {\displaystyle P_{gF'},}) поскольку в пределах именно этого участка показатель преломления материалов изменяется с длиной волны наиболее быстро.

### Показатель ослабления излучения
Интенсивность оптического излучения, проходящего через стекло, уменьшается вследствие поглощения и рассеяния излучения стеклом. Степень уменьшения интенсивности излучения, обусловленного суммарным действием обоих механизмов, характеризуют показателем ослабления стекла.
Различают и используют показатель ослабления монохроматического излучения и показатель ослабления для белого света стандартного источника А {\displaystyle \mu _{A}}.
По величине показателя ослабления для белого света излучения источника А установлены восемь категорий качества, определяемых предельными значениями {\displaystyle \mu _{A}} по ГОСТ 23136-93.
К первой, высшей категории, относятся стёкла у которых {\displaystyle \mu _{A}} лежит в пределах от 0,0002 до 0,0004 см−1. У таких стёкол коэффициент внутреннего пропускания слоя толщиной 10 см составляет величины от 0,991 до 0,995.
Стёкла, относящиеся к восьмой, низшей категории, имеют {\displaystyle \mu _{A}} лежащий в пределах от 0,0066 до 0,013 см−1. Этому диапазону значений показателя ослабления соответствует диапазон значений коэффициента внутреннего пропускания слоя стекла толщиной 10 см от 0,741 до 0,859.

## Типы оптических стёкол

Классификация оптических стёкол (диаграмма Аббе)

В основу исторически сложившейся классификации оптических стёкол легло общее представление о связи между химическим составом и оптическими постоянными. До работ Шотта оптические стёкла состояли почти исключительно из кремнезёма в соединении с окислами натрия, калия, кальция и свинца. Для таких стёкол существует функциональная зависимость между показателями преломления {\displaystyle n} и коэффициентами средней дисперсии {\displaystyle v,} что и было отражено в так называемой диаграмме Аббе. На этой диаграмме бесцветные оптические стёкла располагаются в виде широкой области вытянутой от нижнего левого угла диаграммы к её правому верхнему углу. Таким образом, можно было увидеть взаимосвязь изменения двух основных оптических характеристик с химическим составом оптических стёкол. Причём, с возрастанием показателя преломления, коэффициент дисперсии, как правило, уменьшался.
В связи с этим были выделены два основных типа оптических стёкол: кро́ны (стёкла с низким показателем преломления и высоким значениями коэффициента дисперсии) и фли́нты (стёкла с низкими значениям коэффициента дисперсии и высоким показателем преломления). При этом к группе кронов относились натриево-силикатные стекла, а к группе флинтов — стёкла, содержащие оксид свинца.
В дальнейшем, в связи с ростом числа оптических стёкол, потребовалось разбивать диаграмму Аббе на бо́льшее число участков, соответствующих новым типам. Так, от кронов отделились лёгкие, тяжёлые и сверхтяжёлые кроны (ЛК, ТК, СТК), а от флинтов — лёгкие, тяжёлые и сверхтяжёлые флинты (ЛФ, ТФ, СТФ). К тому же, между лёгкими кронами и лёгкими флинтами появилась группа кронфлинтов.
Появились новые типы стёкол, как на основе несиликатных стеклообразователей (боратные, фосфатные, фторидные и др.), так и включающие новые компоненты (окислы лантана, тантала, титана). Такие типы часто (в каталогах зарубежных производителей — как правило) обозначаются с применением названий химических элементов, оксиды которых и придают стёклам специфические свойства.
Использование подобных стёкол, для которых характерны иные сочетания главного показателя преломления и коэффициента дисперсии, существенно расширили область занимаемую оптическими стёклами на диаграмме Аббе. К тому же, связь между уменьшением коэффициента дисперсии и возрастанием показателя преломления стала менее заметной.

### «Особые» стёкла

Отклонения относительных частных дисперсий некоторых оптических стёкол и кристаллов (CaF_{2} и BaF_{2}) от «нормальной прямой»

Кроме того, существуют так называемые «особые» стёкла, или стёкла с «особым ходом частных дисперсий». Большинство из них относятся к двум типам, объединённым собирательными терминами «ланг-кроны» (кроны с увеличенными относительными частными дисперсиями) и «курц-флинты» (флинты с уменьшенными частными дисперсиями). Эти наименования, происходящие от немецких слов lang (длинный) и kurz (короткий), весьма условны, и для большинства «особых» стёкол не связаны напрямую с особенностями химического состава и/или структуры.
В современных каталогах оптических стёкол для отображения «особых» характеристик используются графики (диаграммы) зависимости относительных частных дисперсий от коэффициента средней дисперсии (например, {\displaystyle P_{gF}} от {\displaystyle \nu _{d}} в каталоге Schott). На этих графиках оптические стёкла располагаются вдоль так называемой «нормальной прямой», непосредственно на которой находятся стёкла с линейной зависимостью {\displaystyle P_{gF}} от {\displaystyle \nu _{d}.}
При этом, стёкла с незначительным отклонением хода частных дисперсий ({\displaystyle \Delta \nu _{\lambda _{1}}\leq 3}) и находящиеся вблизи нормальной прямой принято называть «нормальными», а расположенные на бо́льшем удалении (имеющие бо́льшее отклонение хода частных дисперсий) — «особыми» («abnormal»).
Диаграмма «относительная частная дисперсия — коэффициент дисперсии» также была предложена Эрнстом Аббе, однако, во избежание путаницы, её не принято называть именем автора.
Из стёкол, относящихся к первому из типов (ланг-кроны), следует отметить так называемые низкодисперсные стёкла, различные по составу, но отличающиеся как высокими значениями коэффициента средней дисперсии, так и высоким значением относительной частной дисперсии (то есть, значительным отклонением хода частных дисперсий от «нормального»).
Группа «курц-флинтов» так же объединяет различные по составу стёкла. В частности, под это определение подпадают практически все Шоттовские стёкла типов LaK, LaF, LaSF, а также российские СТК и ТБФ с высоким содержанием окиси лантана. Причём отклонения особых флинтов от «нормальной прямой», как правило, невелики.
«Особые» флинты с повышенными значениями относительной частной дисперсии (ланг-флинты) — это, как правило, либо тяжёлые и сверхтяжёлые флинты с максимальным содержанием окиси свинца, либо титановые флинты с высоким содержанием окиси титана.

## Производство
Для получения цветного стекла в состав бесцветного стекла при варке вводят вещества, содержащие медь, золото, селен и др.
Варка оптического стекла производится из шихты в специальных огнеупорных горшках, помещаемых в стекловаренную печь. В составе шихты может быть введено до 40 % стеклобоя того же состава, что и варящееся стекло. Процесс варки длится около 24 часов. Нагрев производится, как правило, с помощью водородных горелок, при этом температура в печи достигает 1500 °C. В процессе варки стекломассу непрерывно перемешивают керамической или платиновой мешалкой для достижения однородного состояния и несколько раз берут пробу для контроля качества. Одним из этапов варки является осветление. На этом этапе в стекломассе выделяется большое количество газов из веществ-осветлителей, добавляемых в шихту. Образующиеся крупные пузыри быстро поднимаются к поверхности, захватывая по пути более мелкие, которые в любом случае образуются при варке. По окончании плавки стекла горшок извлекается из печи и подвергается замедленному охлаждению, длящемуся 6—8 дней. При быстром охлаждении массы в ней образуются механические напряжения, которые могут вызывать растрескивание стекла на большое количество осколков.
После остывания куски стекла сортируются по размерам и качеству, затем годные отправляются для дальнейшей обработки. В целях сокращения времени на механическую обработку оптические детали изготавливаются не из обычных кусков стекла, полученных после варки, а из специальных прессованных плиток или заготовок. Во избежание возникновения напряжений, вызываемых неравномерным охлаждением массы, полученные таким способом заготовки нагревают до 500 °C и затем подвергают очень медленному охлаждению в электрических печах, так называемому отжигу. Если при этом температура упадет резко, в стекле возникнут напряжения, которые приведут к появлению анизотропии, включая анизотропию показателя преломления. Также может образоваться вторичная мошка.
После отжига получившуюся заготовку исследуют с помощью оптических приборов контроля качества и составляют карту дефектов, на которой указывают размеры, местоположение и характер пороков стекла.

## Технологические дефекты
К технологическим дефектам оптических стёкол относят камни, пузыри, мошку, дымки, свили и напряжения.
- Камни представляют собой мелкие непрозрачные частицы, отделившиеся от горшка во время варки стекла, или нерасплавившиеся частицы шихты. Небольшое количество и малые размеры камней, если они не находятся в фокальной плоскости или вблизи неё, на качество изображения практически не влияют, так как задерживают лишь незначительную часть проходящего через стекло света.
- Пузыри образуются в процессе варки стекла ввиду выделения газов составными частями шихты, вступающими в реакцию. Практически неизбежны при изготовлении стекла. Пузыри вызывают светорассеяние и некоторую потерю яркости и контрастности изображения, так как лучи света, преломляясь на поверхностях пузырей под значительно бо́льшими углами, чем на остальной площади линзы, почти полностью поглощаются внутренними поверхностями камеры и оправы объектива.
- Мо́шка представляет собой большое скопление в массе стекла мельчайших пузырей, занимающих значительную часть его объёма. Мошка вызывает рассеяние большого количества проходящего через стекло света.
- Дымки́ имеют вид паутины или легкой волнистой дымки в среде стекла. Происходят в основном от спекания складок, образующихся в процессе прессовки, а также при спекании ранее не замеченных трещин.
- Сви́ли наблюдаются в массе стекла в виде прозрачных полосок или нитей вследствие неодинакового показателя преломления массы стекла. Представление о свиле может дать сравнение с каплей насыщенного сахарного раствора, введённой в стакан с водой. При растворении капля раствора будет образовывать в воде хорошо заметный след в виде волнистых полос и нитей.
- Напряже́ния возникают вследствие неоднородности стекла, вызываемой, как правило, его неравномерным охлаждением в процессе изготовления. Механически напряжённое состояние стекла вызывает так двойное лучепреломление. В условиях обычного освещения двойное лучепреломление незаметно на глаз и определяется проверкой стекол при помощи специального прибора — полярископа. Непосредственно в оптических деталях напряжения (и соответствующее двойное лучепреломление) могут возникать под действием собственной массы детали, или от давления на стеклянную деталь при закреплении его в оправах.

Для оптических стёкол установлены категории и классы по качеству (ГОСТ 23136-93) нормирующего дефекты стекла по диапазонам (по их количеству, размеру, форме) в которые должны входить марки стёкол.
Для бесцветного оптического стекла эти нормы описаны в ГОСТ 3514-94 (ранее ГОСТ 3514-76). Для цветного оптического стекла — ГОСТ 9411-91 (ранее ГОСТ 9411-76).
Поскольку оптическое стекло изготавливается для конкретных целей, то нормируются не только наличие дефектов, но и отклонения оптических показателей от нормы. Выбирать стекло для своих нужд легче, если заранее определить критерии качества.

## Обработка
Обычно, руководствуясь картой дефектов, заготовку распиливают алмазными пилами на более мелкие прямоугольные заготовки или вырезают из неё цилиндры с помощью круговых пил. Получающимся заготовкам стараются придать форму, максимально приближенную к форме будущего оптического изделия, с небольшими припусками. Также достаточно часто прямоугольные заготовки нагревают до размягчения и прессованием формируют из них изделия формы, близкой к требуемой.
Затем эти заготовки закрепляют в блоки (как правило, из гипса) и шлифуют. Шлифование включает в себя несколько стадий, на каждой последующей используют всё более мелкие абразивные зерна. После каждой стадии шлифования стекло промывают. После того, как стекло отшлифовано, заготовку полируют и затем контролируют его форму (фигуру). Полирование стекла является длительным физико-химическим процессом, который длится до 3-х суток. После полирования получается готовая рабочая поверхность изделия, готовая к использованию. Эту поверхность защищают, извлекают заготовку из блока и вновь собирают блок, но заготовки крепят другой стороной кверху и аналогично шлифуют и полируют другие рабочие поверхности.

### Просветление оптики
После полирования производится контроль качества поверхности стекла и затем для улучшения характеристик изделия может быть произведено просветление оптики путём нанесения тонких прозрачных плёнок, как правило, диэлектрических. Эти плёнки улучшают оптические характеристики и могут улучшать механические, например, защищать стекло от помутнения при длительном нахождении во влажной атмосфере.

## История
Одни из первых серьёзных попыток получения оптического стекла, то есть стекла достаточной химической и физической однородности, и обладающего специфическими оптическими свойствами, можно отнести к XVII веку. Так, в труде немецкого химика Кункеля (Johannes Kunckel) «Ars vitraria experimentalis» (1689 год) упоминается о борной и фосфорной кислотах как компонентах стекла, и о боросиликатном кроне, близком по составу к некоторым современным сортам.
В 1663 году в патенте англичанина Тильсона упоминается о введении оксида свинца в «флинт-глас», а в XVIII веке это стекло начинают применять для изготовления ахроматических линз, сначала Честер Мур Холл (1729 год), а затем, и с бо́льшим успехом, Питер Доллонд (1758 год).
Началом промышленного производства оптического стекла можно считать результат многолетней работы швейцарца Гинана, которому, совместно с Фраунгофером, удалось внедрить на заводе Утцшнайдера в Бенедиктбойерне (Бавария) более или менее надёжный способ получения хорошего оптического стекла в горшках ёмкостью до 400 кг. Ключом к успеху был изобретённый Гинаном приём механического перемешивания расплава во время варки, круговыми движениями глиняного стержня, вертикально опущенного в стекло.
В 1811 году Гинаном и Фраунгофером, было запущено в производство два сорта оптического стекла: крон (72 % SiO2, 18 % K2O, 10 % CaO) и флинт (45 % SiO2, 12 % K2O, 43 % PbO.
Разработанный технологический процесс позволял изготавливать вполне удовлетворительные линзы диаметром до 200—250 мм. Однако ассортимент оптических стёкол, выпускаемых стекольными заводами в первой половине XIX века, был практически ограничен двумя его типами.
Во второй половине XIX века немецкий химик Отто Шотт осуществляет, по предложению Эрнста Аббе, фундаментальное исследование влияния на свойства стекла различных компонентов, а в 1884 году О. Шотт и Э. Аббе и К. Цейсс основывают в Йене завод начавший выпуск разнообразных сортов оптического стекла.